# Julian Gutt
Julian Gutt (* 3. Februar 1957) ist ein deutscher Biologe sowie Polar- und Meeresforscher.

## Biografie
Gutt studierte an der Universität Kiel und am Institut für Meeresforschung (1983, Diplom). Am Institut für Polarökologie der Universität Kiel wurde er 1987 promoviert. Er war von 1987 bis 2023 als Wissenschaftler für das Alfred-Wegener-Institut, Helmholtz-Zentrum für Polar- und Meeresforschung in Bremerhaven (AWI) tätig.
Gutt habilitierte sich 2001 an der Carl von Ossietzky Universität Oldenburg, Institut für Biologie und Umweltwissenschaften (IBU), und war dort von 2005 bis 2022 außerplanmäßiger Professor.

Über 30 Jahre lang erforscht er die Ökologie des Südlichen Ozeans (Southern Ocean ecology). Schwerpunkt war dabei die Beobachtung von kurz- und langfristigen Reaktionen der Lebensvielfalt und der Ökosystemfunktionen sowie -dienstleistungen am Meeresboden auf Umweltveränderungen. Dabei entdeckte er mit Kolleginnen und Kollegen spezielle Lebensgemeinschaften unter klimabedingt weggebrochenem antarktischen Schelfeis und fand dort eine unerwartete ökologische Dynamik. Außerdem entschlüsselte er den Zusammenhang zwischen ökologischen Störungen durch strandende Eisberge und der Lebensvielfalt auf dem Schelf des Südlichen Ozeans. Gutt nahm an zahlreichen große Arktis- und Antarktis-Forschungsfahrten mit der Polarstern teil und war dabei zweimal Expeditions- und Projektleiter. Er leitete von 2013 bis 2020 als Chief Officer das Biologie-Programm Antarctic Thresholds – Ecosystem Resilience and Adaptation (AnT-ERA) des Wissenschaftlichen Ausschusses für Antarktisforschung (Scientific Committee on Antarctic Research, SCAR). Er war Mitglied des Beratergremiums „Antarctic Climate and the Environment“ (ACCE) und Co-Herausgeber des namensgleichen Reports. Er war federführend an dem Forschungsprogramm Census of Antarctic Marine Life (CAML) beteiligt und war Autor des ersten globalen Assessments des „zwischenstaatlichen Gremiums zur wissenschaftlichen Politikberatung für das Thema biologische Vielfalt und Ökosystemleistungen“ (IPBES).

## Publikationen (Auswahl)
- Julian Gutt (Hrsg.): Durch die Zeit gezogen. Kriegstagebuch eines jungen Gebildeten - zwischen Naivität, Patriotismus und Verblendung. mit vorangegangenen Studentenbriefen. 1914 bis 1918 – von Erwin Bass. Eigenverlag, 2023, (202 Seiten).